# Ermita del Remei (Camprodon)
L'ermita del Remei és un edifici de Camprodon (Ripollès) inclòs a l'Inventari del Patrimoni Arquitectònic de Catalunya.

## Descripció
L'ermita del Remei, més coneguda per la gent del país com "La Capella" està ubicada al costat del poble de Beget, pel cantó de solell del puig anomenat el Rost. És una menuda edificació d'una sola nau i absis semicircular orientat al sud. Mesura uns 5 m d'amplada i 9 de llargada. Pel costat de llevant veiem dos ulls de bou i la sagristia annexa a la capella. La porta d'ingrés està orientada al nord, amb una finestra al cantó esquerre i el campanar d'espadanya d'un sol ull, amb campana. Hi ha una pedra, potser d'una reconstrucció, que porta la data 1769. A l'interior l'absis semicircular està tapat pel retaule. L'altar porta la data 1864 pintada. Hi ha quatre imatges de fusta, talles possiblement corresponents a l'època de l'altar, que corresponen a sant Sebastià, antiga advocació de la capella, sant Grau, santa Llúcia i la mare de Déu del Remei.